# دوچرخه‌سواری در المپیک تابستانی ۱۹۸۴
دوچرخه‌سواری در بازی‌های المپیک تابستانی ۱۹۸۴ نام رویداد ورزش دوچرخه‌سواری در بازی‌های المپیک تابستانی بود که در سال ۱۹۸۴ برگزار شد.

## دوچرخه‌سواری جاده

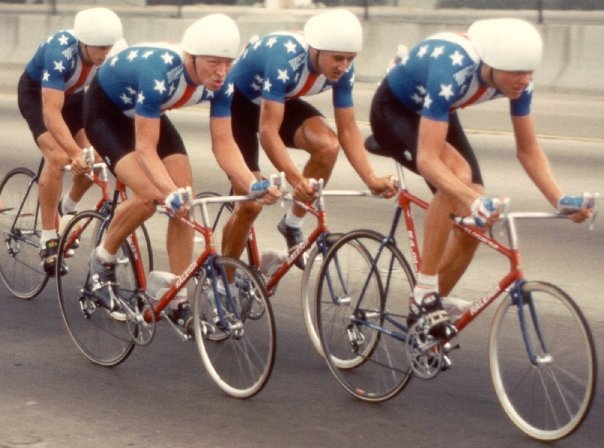
Men's team time trial (USA team)

| رویداد               | طلا                                                                          | نقره                                                             | برنز                                                                          |
| رقابت جاده مردان     | الکسی گروال · ایالات متحده آمریکا                                            | استیو بائر · کانادا                                              | داگ اوتو لاوریتزن · نروژ                                                      |
| تایم تریل تیمی مردان | ایتالیا (ITA) · مارسلو بارتالینی · مارکو جووانتی · اروس پولی · کلادیو واندلی | سوئیس (SUI) · آلفرد آچرمن · ریچارد ترینکلر · لورن ویال · بنو ویس | ایالات متحده آمریکا (USA) · رون کیفل · کلارنس نیکمن · دیویس فینی · اندرو ویور |
| رقابت جاده زنان      | کانی کارپنتر-فینی · ایالات متحده آمریکا                                      | ربکا توئیگ · ایالات متحده آمریکا                                 | ساندرا شوماخر · آلمان غربی                                                    |

## دوچرخه‌سواری پیست
| رویداد             | طلا                                                                  | نقره                                                                                         | برنز                                                                       |
| رقابت امتیازی      | روخر ایلخمس · بلژیک                                                  | اووه مسرشمیت · آلمان غربی                                                                    | خوزه یوشیماتز · مکزیک                                                      |
| تعقیبی انفرادی     | استیو هگ · ایالات متحده آمریکا                                       | رولف گلتس · آلمان غربی                                                                       | لئونارد نیتز · ایالات متحده آمریکا                                         |
| تعقیبی تیمی        | استرالیا (AUS) · مایکل گرندا · کوین نیکولز · مایکل تارتور · دین وودز | ایالات متحده آمریکا (USA) · دیوید گریلز · استیو هگ · پاتری مک‌دانو · لئونارد نیتز · برنت امری | آلمان غربی (FRG) · راینهارد آلبر · رولف گلتس · رولاند گونتر · میشائل مارکس |
| اسپرینت            | مارک گورسکی · ایالات متحده آمریکا                                    | نلسون وایلس · ایالات متحده آمریکا                                                            | تسوتومو ساکاموتو · ژاپن                                                    |
| ۱ کیلومتر تای تریل | فردی اشمیتکه · آلمان غربی                                            | کورت هارنت · کانادا                                                                          | فابریس کولا · فرانسه                                                       |

## جدول مدال‌ها
| رتبه | کشورها              | طلا | نقره | برنز | مجموع |
| ۱    | ایالات متحده آمریکا | ۴   | ۳    | ۲    | ۹     |
| ۲    | آلمان غربی          | ۱   | ۲    | ۲    | ۵     |
| ۳    | استرالیا            | ۱   | ۰    | ۰    | ۱     |
| ۳    | بلژیک               | ۱   | ۰    | ۰    | ۱     |
| ۳    | ایتالیا             | ۱   | ۰    | ۰    | ۱     |
| ۶    | کانادا              | ۰   | ۲    | ۰    | ۲     |
| ۷    | سوئیس               | ۰   | ۱    | ۰    | ۱     |
| ۸    | فرانسه              | ۰   | ۰    | ۱    | ۱     |
| ۸    | ژاپن                | ۰   | ۰    | ۱    | ۱     |
| ۸    | مکزیک               | ۰   | ۰    | ۱    | ۱     |
| ۸    | نروژ                | ۰   | ۰    | ۱    | ۱     |